# Глазов, Михаил Фаддеевич
Гла́зов Михаи́л Фадде́евич — русский общественный и государственный деятель из дворянского рода Глазовых, депутат от Обоянского дворянства (Курская губерния) в учреждённой Екатериной II Комиссии для составления нового уложения, один из деятельнейших её членов.

## Происхождение
Происходил из старинного рода Глазовых; дед - Петр Иванович Глазов - был за сотенную службу пожалован поместьем в Белевском уезде в 1662 году, его потомство было признано Герольдией в древнем дворянстве.

## Деятельность
Выступая практически на каждом заседании Комиссии, Михаил Фаддеевич активно поднимал следующие вопросы
- Законы о дворянстве
- Привилегии Лифляндской, Эстляндской и Выборгской губерний
- Правила составления духовных завещаний
- Должность генерала-рекетмейстера
- Побеги крестьян и сыск беглых
- Порядок определения сословия для разорившихся купцов (оставлять в купечестве, либо "писать в крестьяне")
- Образование для крестьянских детей
- Право дворян на открытие винокурен

Одно из первых же выступлений Михаила Фаддеевича в Комиссии 31 августа 1767 года ознаменовалось скандалом, едва не повлекшим за собой исключение его из собрания. Глазов подверг резкой критике депутатов от Елецкого и Каргопольского уездов и даже предложил сжечь Каргопольский наказ. В зале последовали "смех, соблазн и негодование", ввиду чего председательствующий маршал Александр Ильич Бибиков был вынужден прервать чтение на 9 странице, "зане в собрании надлежащее благочиние могло бы совсем быть нарушено."
Прозвучало предложение исключить Глазова из собрания, однако предложение не получило поддержки. За Глазова вступились, в частности, его влиятельные единомышленники по вопросу дворянских прав: сенатор граф Яков Александрович Брюс, князь Михаил Михайлович Щербатов, князь Михаил Иванович Оболенский, Семён Васильевич Нарышкин и ряд других депутатов. Глазову постановили извиниться перед собранием и уплатить штраф в 5 рублей, после чего конфликт был исчерпан.
9 августа 1767 г. был избран в число кандидатов в члены вышестоящей Дирекционной комиссии, но не был утвержден Екатериной II.
16 сентября 1768 г. Глазов сдал свое звание на время своему сыну Павлу, но вскоре Комиссия прекратила свою деятельность. С 1779 г. был Обоянским уездным предводителем дворянства и 23 февраля 1784 г. награждён чином коллежского асессора.

## Политические взгляды
Наряду с князем М.М. Щербатовым, Михаил Глазов был одним из самых горячих борцов за дворянские сословные привилегии и ядовито обличал имевшую место в тот период практику "приписывать" себе дворянство, не имея на то прав:

"Многие, находясь в военной службе, в гвардии, во флоте, в артиллерии и в полевых полках, давали о себе сведения, что они происходят из дворян, и показывали за собою деревни, которых никогда не имели, ибо знали, что в военной службе верных справок о том не делалось. По таким-то несправедливым показаниям они производились в чины. Находящиеся в статской службе поступали подобным же образом. Сверх того, многие присоединяли себя к другим дворянским фамилиям, доставляя о себе по проискам из Разрядного приказа справки, по которым можно было бы прибрать одну фамилию к другой; потом, отыскав кого-либо из той дворянской фамилии, самого последнего человека, мота и нехранителя чести своего звания, уговаривали его ту справку подписать <...> через это многие получали себе чины и покупали деревни."
Вместе с тем, Глазов присоединился к мнению князя M. M. Щербатова, который был возмущен мыслью, высказанною депутатом Днепровского пикинёрного полка Козельским, что будто бы древние дворянские роды произошли от низких родов и по надменности своей не желают допустить в свое сословие людей достойных.
Обладал оригинальным взглядом на крестьянское образование. По предложению учредить школы для детей хлебопашцев или крестьян, Глазов говорил (2 июня 1768 г.), что "сего учинить за немалым отягощением для народа невозможно", так как у крестьян часто мальчики 12—15 лет уже занимаются хлебопашеством и за смертью отцов являются кормильцами семьи: "взять оных всех в училище, — должно сложить с них государственные поборы, убытку воспоследовать может миллион или более; земля та, которую он работал, будет пуста, дом того крестьянина совсем должен разориться, женский пол того дому кто кормить и питать станет?" Михаил Фаддеевич, однако, не отрицал вовсе необходимости образования и предлагал учредить при всякой церкви училище, где бы обучались люди церковного чина и дети купецкие, унтер-офицерские и солдатские, "помещики же могут отдавать туда учиться праздношатающихся, но без принуждения, причем должны содержать их на свой счет."
Многократно высказывался против ограничения помещичьей власти; жестоких помещиков, однако, предлагал отдавать в опеку.

## Семья
Сын - Глазов, Павел Михайлович, генерал-майор, герой Очаковского штурма.